# Entrance Grave
Entrance Grave (deutsch „Eingangsgrab“, auch Scillonian Entrance Grave oder West County Tomb genannt) sind Megalithanlagen mit rechteckiger Kammer in einem runden Hügel aus Erde oder Steinen, meist mit einem umschließenden Randsteinkreis. Der Ausdruck wurde 1932 von Hugh O’Neill Hencken (1902–1981) geprägt. Die Bauten von Cornwall, Ost-Irland und den Scilly-Inseln werden als Typ Scilly-Tramore zusammengefasst.

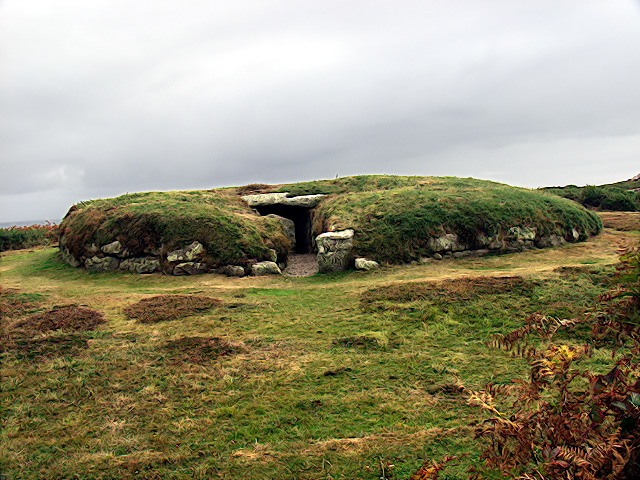
Entrance Grave von Porth Hellick Down

## Vorkommen

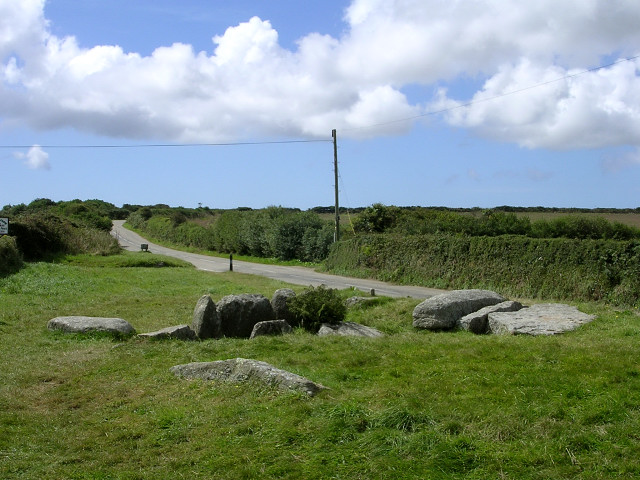
Entrance Grave Tregiffian

Es gibt 14 erhaltene Eingangsgräber in Cornwall (z. B. Bosiliack, Brane, Penannce, Tregiffian), etwa 100 auf den Scilly-Inseln (z. B. Bant’s Carn, Innisidgen und Porth Hellick Down auf St Mary’s), einige auf den Kanalinseln (z. B. La Varde – das größte der Inseln, Le Creux ès Faïes, Les Pourciaux auf Alderney (zerstört) und Herm 1 auf Herm) sowie fünf im irischen County Waterford (Carriglong, Carrigaventry, Harristown, Matthewstown und Mumnahoge).
Auf den Scilly-Inseln liegen wahrscheinlich viele Gräber unter dem Meeresspiegel, da das Landgebiet nur einen Bruchteil seiner prähistorischen Ausdehnung hat. Die Inseln stellen nur noch die Anhöhe des ehemalig bewohnbaren Gebietes dar und da Eingangsgräber in allen Höhen gefunden werden, ist es wahrscheinlich, dass viele Inselgräber unter Wasser liegen.
In der Bretagne (Kervihan) sind sie als „Dolmen in V-Form“ bekannt.

## Lage
Auf den Scilly-Inseln liegen die Eingangsgräber meist in Gruppen zusammen, oft in größerer Höhe.

## Datierung
Die Abwesenheit frühneolithischen Materials und die häufige Entdeckung bronzezeitlicher Urnen in den Hügeln hat dazu geführt, dass die Megalithanlagen ins Spätneolithikum datiert wurden. Ausnahmslos späte Daten sind bei Megalithanlagen selten und Anzeichen dafür, dass im äußersten Westen Englands und auf der Insel Anglesey in Wales alte Traditionen länger überlebten als in den meisten Teilen Großbritanniens. In Anbetracht der Belege scheinen Entrance Graves im späten 3. bis zum frühen 2. Jahrtausend v. Chr. errichtet worden zu sein, mit einer maximalen Nutzungszeit von etwa 700 Jahren.

## Typologie
Die frühesten Berichte über Eingangsgräber sind die der Familie Borlase, die in der Mitte des 18. Jahrhunderts beginnen. Erst 1932 definiert Hugh O’Neill Hencken (1902–1981) die Eingangsgräber als Monumentenklasse.
Terence Powell (1916–1975) klassifiziert die aufgeführten irischen Beispiele mit V-förmigem Plan als Ganggräber und beschreibt sie als „late V-shaped Passage Graves“; Elizabeth Shee Twohig als Keilgräber. Einige Kammern sind auf ihrer gesamten Länge überdacht und einige haben einen oben offenen Bereich, der von der Randsteinkante bis zur gedeckten Kammer reicht. Es gibt auch beim Grundriss mehrere Varianten.
Glyn Daniel klassifizierte die Gräber anhand der Kammerform:
- A) Zweielemente-Kammern; mit einem äußeren Bereich, der in einem Winkel auf den inneren trifft,
- B) trapezoide Kammern; die in der Breite nach hinten zunehmen,
- C) gebauchte Kammern; bei denen die Portal- und die Rückwand gleich breit sind, aber die Kammermitten breiter sind. Diese Klasse wird unterteilt in:
  - C1) gebauchte Kammern mit einer geraden Wand und
  - C2) gebauchte Kammern mit ungeraden Wänden auf beiden Seiten, wobei letztere die häufigere ist, und
- D) gerade Kammern.

In Irland hat sich die Bezeichnung „Entrance Grave“ nie durchgesetzt, weder Shee Twohig noch Jones verwenden den Ausdruck.

## Deutung
Paul Asbee (1918–2009) stellte fest, dass auf den Scilly-Inseln eine enge Verbindung zwischen Eingangsgräbern und Feldsystemen besteht. Er nimmt an, dass die Eingangsgräber hauptsächlich dazu dienten, die Fruchtbarkeit der Felder zu sichern. Einige der Gräber auf Scilly, wie Obadiah’s Barrow (Gugh), Bant’s Carn und Knackyboy Cairn (St. Martin’s) enthielten menschliche Skelette, andere waren dagegen weitgehend leer bzw. enthielten nur schwarze Erde. Ashbee sieht letztere als Opferstätten. Obadiah’s Barrow liegt etwa 300 m östlich vom Menhir Old Man of Gugh. Er wurde im Jahre 1901 von George Edward Bonsor Saint-Martin (1855–1930) ausgegraben, wobei nicht im anatomischen Verband befindliche Knochen gefunden wurden.